# Die drei Sprachen
Die drei Sprachen ist ein Märchen (ATU 517, 725, 671). Es steht in den Kinder- und Hausmärchen der Brüder Grimm ab der 2. Auflage von 1819 an Stelle 33 (KHM 33). Zudem ist es auch im rätoromanischen, italienischen und französischen Sprachraum sowie in der Schweiz bekannt.

## Inhalt
Ein alter Graf schickt seinen einzigen Sohn, weil er nicht lernen kann, dreimal für je ein Jahr zu berühmten Meistern. Danach sagt der Sohn, er habe gelernt, was die Hunde bellen, was die Vögel sprechen und schließlich, was die Frösche quaken. Der zornige Vater verstößt seinen Sohn. Seine Leute sollen ihn im Wald töten, aber sie haben Mitleid und bringen stattdessen Augen und Zunge eines Rehs zum Wahrzeichen. Auf seiner Wanderung erlöst der Jüngling eine Gegend von spukenden Hunden, indem er einen Schatz unter einem Turm hebt, weil er ihre Sprache versteht. Er geht nach Rom. Die Kardinäle wollen ihn als Papst, weil sich zwei weiße Tauben zum Wunderzeichen Gottes auf seine Schultern setzen. Er hatte es schon unterwegs von den Fröschen gehört, was ihn nachdenklich und traurig gemacht hatte. Er stimmt zu, als die Tauben ihm zureden. Als er eine Messe lesen muss, sagen sie ihm alles in sein Ohr.

## Herkunft

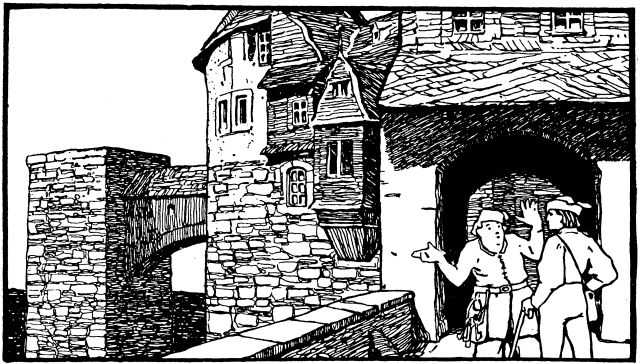
Illustration von Otto Ubbelohde, 1909

Grimms Anmerkung nennt den Übersender Hans Truffer aus Oberwallis und bemerkt, das Märchen könnte Papst Silvester II. oder Innozenz III. meinen. Siehe auch Gregorius von Hartmann von Aue. Bis zur 6. Auflage bekam der Held auch die Tochter des von den Hunden erlösten Landes zur Frau, „und sie lebten vergnügt zusammen“, was bei seinem späteren Papstberuf wohl nicht passte. Ab der 7. Auflage heißt es stattdessen „und das Land war von der Plage befreit.“ Die Wendung, sie „krümmten ihm kein Härchen“ war gängig, etwa in Tiecks Der getreue Eckart, ähnlich in KHM 20, 48, 120. Das Märchen ist ab dem Mittelalter vielfach ähnlich nachweisbar, am ältesten in Johannes Gobis Sammlung Scala coeli (Nr. 520).
Vergleiche KHM 42 Der Herr Gevatter und KHM 44 Der Gevatter Tod. Zum dummen Sohn, der sich als weise herausstellt, vgl. KHM 28 Der singende Knochen, KHM 54 Der Ranzen, das Hütlein und das Hörnlein, KHM 57 Der goldene Vogel, KHM 62 Die Bienenkönigin, KHM 63 Die drei Federn, KHM 64 Die goldene Gans, KHM 97 Das Wasser des Lebens, KHM 106 Der arme Müllerbursch und das Kätzchen, KHM 165 Der Vogel Greif, KHM 64a Die weiße Taube. Vgl. in Giambattista Basiles Pentameron I,6 Die Aschenkatze.

## Versionen
Das Märchen ist unter gleichem Titel auch in Otto Sutermeisters Kinder- und Hausmärchen aus der Schweiz (Aarau 1869, Nr. 11) zu finden. In einer rätoromanischen Version heilt der Protagonist eine Königstochter und rettet er die Stadt Rom, indem er Buße predigt, bevor er durch eine Taube Papst wird. Diese Version wurde von Caspar Decurtins in der Cadi, Surselva gesammelt und als Da quel che saveva il lungatg dils animals in dem Werk Rätoromanische Chrestomathie (Erlangen 1901, Band 2, Nr. 56) veröffentlicht. Erstmals ins Deutsche übersetzt wurde sie in Leza Uffers Werk Die Märchen der Weltliteratur – Rätoromanische Märchen, in dem sie den Titel Von dem, der die Sprache der Tiere konnte erhielt. In Paul Heyses Version aus seinem Werk Italienische Volksmärchen (München 1914), die im Deutschen den Titel Die Sprache der Tiere trägt, wird ein Schatzmeister, durch die Sprache der Hunde, vor einem Überfall gewarnt und zudem eine Königstochter geheilt. Ähnliches wird in den beiden gleichnamig übersetzten Versionen aus den Werken Fiabe Mantovane (Torino 1879, Italienisch) von Isaia Visentini und Littérature orale de la Basse-Normandie (Paris 1883, Französisch) von Jean Fleury erzählt, wobei in letzterer sich während der Papstwahl ein Stück Himmel, womit wohl eine Wolke gemeint ist, auf den Jüngling herablässt.

## Interpretation

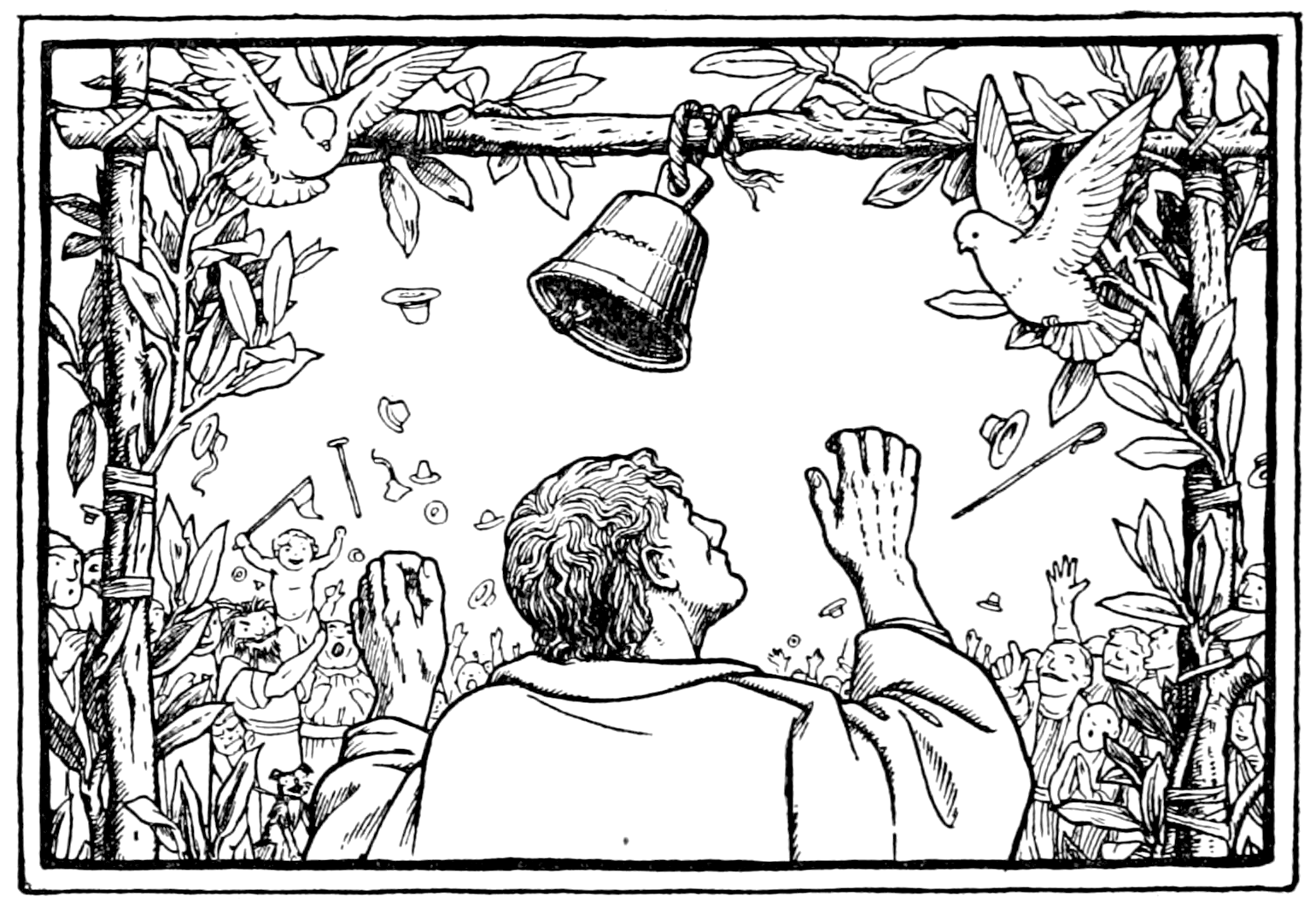
Illustration von John Batten, 1916

Walter Scherf zufolge handelt es sich um eine Verschränkung aus dem Erlernen der Tiersprachen (AaTh 671) mit der Erhöhung eines jungen Mannes (AaTh 725). Meist zürnt der Vater dann über eine ihn vor dem Sohn erniedrigende Prophezeiung, so in Afanassjews Die Vogelsprache (Narodnye russkie skazki, Russische Volksmärchen, Nr. 247). Doch auch die Hebung des Schatzes, die dem jungen Mann Ansehen vor einem Burgherrn verschafft, kann man als Rest eines Vaterkonflikts sehen. Wunderzeichen der weißen Tauben passen auch in Legenden wie Gregor der Große, Kunibert von Köln, Severus von Ravenna. Ein richtiges Zaubermärchen ist Der Traum des Prinzen in Johann Georg von Hahns Griechische und albanesische Märchen, Nr. 45.
Anthroposoph Rudolf Meyer versteht die Schlussszene mit den Tauben als Pfingstmysterium (wie KHM 21), da die alten Traditionen erstorben sind. Moderne Technik arbeite allenthalben mit unterirdischen Kräften und Schätzen. Auch Edzard Storck spricht beim Hundegebell von sehnsüchtigem Harren des Kreatürlichen (Röm 8,19 ), bei den Tauben vom Gnadenwirken des Heiligen Geistes.
Laut Bruno Bettelheim passt die Verstoßung mit Mordversuch, wie in Schneewittchen, zu einem pubertären Konflikt. Der vom Vater unverstandene Lernstoff stelle offenbar dessen Autorität in Frage. Hunde stehen Menschen besonders nahe und verträten hier das Ich, wobei das Schatzhüten auch auf Analbesitzgier hinweise. Mit Vogel- und Froschsprache (die Elemente Luft und Wasser) integriere der Held auch Über-Ich und Es. Die Frösche als Amphibien verkörperten den Übergang von einer niedrigeren auf eine höhere Lebensstufe und Sexualität. Die integrierte Persönlichkeit vermag nun auf die weißen Tauben zu hören, in der religiösen Symbolik der Heilige Geist.
Das Märchen gilt wegen der Sprache der Tiere, die schweigend erlernt wird, als Beispiel für schamanistische Wurzeln im Erzählgut.